# Marblehead (Ohio)
Marblehead és una població dels Estats Units a l'estat d'Ohio. Segons el cens del 2000 tenia 762 habitants.

## Demografia
Segons el cens del 2000, Marblehead tenia 762 habitants, 332 habitatges, i 239 famílies. La densitat de població era de 104 habitants per km².
Dels 332 habitatges en un 18,4% hi vivien nens de menys de 18 anys, en un 62,3% hi vivien parelles casades, en un 6,9% dones solteres, i en un 28% no eren unitats familiars. En el 25,3% dels habitatges hi vivien persones soles el 14,8% de les quals corresponia a persones de 65 anys o més que vivien soles. El nombre mitjà de persones vivint en cada habitatge era de 2,26 i el nombre mitjà de persones que vivien en cada família era de 2,68.
Per edats la població es repartia de la següent manera: un 16,9% tenia menys de 18 anys, un 6,6% entre 18 i 24, un 19,3% entre 25 i 44, un 32,3% de 45 a 60 i un 24,9% 65 anys o més.
L'edat mediana era de 49 anys. Per cada 100 dones de 18 o més anys hi havia 97,8 homes.
La renda mediana per habitatge era de 46.528 $ i la renda mediana per família de 52.250 $. Els homes tenien una renda mediana de 39.688 $ mentre que les dones 24.545 $. La renda per capita de la població era de 26.184 $. Aproximadament el 3% de les famílies i el 4,7% de la població estaven per davall del llindar de pobresa.

## Poblacions més properes
El següent diagrama mostra les poblacions més properes.